# Marie-Aimée Coutant
Pour les articles homonymes, voir Coutant.
Ne doit pas être confondu avec Marie Coutant.
Marie-Aimée Coutant, née le 13 janvier 1890 à Paris, ville où elle est morte le 16 mars 1947, est une peintre française.

## Biographie
Fille du juge d'instruction Paul Coutant, Marie-Aimée Coutant est née le 13 janvier 1890 dans le 13e arrondissement de Paris.
Elève de Ferdinand Humbert, membre de la Société des artistes français, elle expose à la Société nationale des beaux-arts et dans des galeries particulières.
Elle épouse le 6 mai 1920 à Neuilly-sur-Seine le musicien Léonard Dauwe (1889-1958) .
Elle meurt le 16 mars 1947 au sein de l'Hôpital Broussais dans le 14e arrondissement, et, elle est inhumée au Cimetière parisien de Saint-Ouen (16e division)

## Œuvre
Elle se fait essentiellement connaître par ses portraits dont certains ont été acquis par l’État, la ville de Paris et le gouvernement de l'Indochine à l'époque coloniale dont un Portrait du prince Vinh-Thuy (qui devint ensuite empereur de l'Annam).
- Sévillane à l'éventail, pastel, 103 × 70 cm, Collection privée, vente 2019[6]